# 平亜麗
平 亜麗（ピン・ヤーリー、1961年9月7日 - ）は、中華人民共和国の北京市出身の元陸上選手。現在はマッサージ師として働いている。
先天性白内障を患わっており、生まれつき視力が極端に低かった。1984年には1984年ニューヨーク・ストークマンデビルパラリンピックに出場し100mで銅メダルを獲得、走り幅跳びでは自己最高の記録を打ち立てて金メダルを獲得した。これらのメダルはパラリンピックにおいて中国初のメダルであった。
2008年の北京オリンピックでは、開会式に聖火ランナーのうちの一人として参加し、自身の盲導犬のゴールデンレトリバーのラッキーと共に聖火を運び、聖火の最終点灯者の侯斌へと渡した。